# Álex Mumbrú
Álex Mumbrú Murcia (Barcelona, 12 de Junho de 1979) é um basquetebolista espanhol que atua no Bilbao Basket na Liga Endesa.